# Can Do project intelligence
Can Do ist eine Projektmanagement-Software zum Planen, Steuern und Überwachen von Projekten sowie zur Ressourcenplanung und für das Projektportfoliomanagement.

## Funktionen
Zu den Funktionen von Can Do zählen neben Projektportfoliomanagement, Projektplanung- und Steuerung auch Risikomanagement, Ressourcenmanagement sowie Budgetmanagement (Aufwand- und Kostenmanagement).

## Aufbau
Als Datenbank können MySQL, Microsoft SQL Server und Oracle (Datenbanksystem) eingesetzt werden.
Die webbasierte Plattform von Can Do wurde in Java entwickelt.
Über auf Extensible Markup Language (XML) basierende Schnittstellen sowie über JSON Schnittstellen ist der Datenaustausch mit anderer Software, beispielsweise von SAP, und JIRA möglich.

## Versionsgeschichte
Seit 2004 steht die erste marktreife Version der Projektmanagementsoftware zur Verfügung. Im Rahmen der Weiterentwicklung der Software wurden im Jahr 2010 mit Can Do project intelligence 4.0 Funktionen im Bereich Projektportfoliomanagement vorgestellt. In die 2011 veröffentlichten Version Can Do project intelligence 4.1 wurde ein Budgetmanagement integriert, mit dem kapazitive und finanzielle Budgets definiert, gesteuert und überwacht werden können. Das Tool bietet zudem ab Version 4.4 Funktionen zur Integration der Linienorganisation in die Planungssoftware, bspw. für den Abstimmungsprozess bei Ressourcenanfragen aus den Projekten an die Fachabteilungen und die Zuteilung derselben. und ab Version 5.0 für die Planung von Linientätigkeiten. Seit 2016 steht Can Do als webbasierte Anwendung zur Verfügung, die in Apps strukturiert ist.

## Auszeichnungen
- 2019: Global Excellence Awards Winner: Herausragender Anbieter von Projektmanagementsoftware 2018[9]
- 2019: Industry Era: 10 Best Technology Solution Providers 2019[10]
- 2018: Industriepreis 2018, Kategorie „Best of“[11]
- 2013 – 2019: Software made in Germany, jährliche Zertifizierung durch den Bundesverband IT-Mittelstand e.V.[12]
- 2013: Innovationspreis-IT: 3. Platz in der Kategorie ERP[13]
- 2010: 1. Platz beim Wettbewerb „Tooltime - Battle of Tools“ für Projektmanagement-Software des PMI Austria Chapter[14]
- 2008: Innovationspreis-IT: Ausgezeichnetes Produkt in der Kategorie ERP[15]
- 2007: Innovationspreis-IT: Ausgezeichnetes Produkt in der Kategorie ERP[16]